# Выборы президента США в Южной Каролине (2024)
Вы́боры Президе́нта США 2024 го́да в Ю́жной Кароли́не прошли во вторник, 5 ноября 2024 года. В них приняли участие все 50 штатов, а также округ Колумбия. Избиратели Южной Каролины выбирали выборщиков, которые будут представлять их в Коллегии выборщиков, путём всенародного голосования. Южная Каролина имеет 9 голосов выборщиков в Коллегии выборщиков после перераспределения в результате переписи населения США 2020 года (штат сохранил имевшееся ранее количество голосов).

## Внутрипартийные выборы
Праймериз обеих партий состоялись в супервторник, 5 марта 2024 года.

### Праймериз Демократической партии
Праймериз Демократической партии состоялись 3 февраля 2024 года.
| Кандидат             | Голоса  | %    | Делегаты |
| -------------------- | ------- | ---- | -------- |
| Джо Байден           | 126 493 | 96,2 | 55       |
| Марианна Уильямсон   | 2732    | 2,1  | 0        |
| Дин Филлипс (снялся) | 2247    | 1,7  | 0        |
| Всего                | 131 472 | 100  | 55       |

### Праймериз Республиканской партии
| Кандидат                 | Голоса  | %    | Делегаты |
| ------------------------ | ------- | ---- | -------- |
| Дональд Трамп            | 452 496 | 59,8 | 47       |
| Никки Хейли (снялась)    | 299 084 | 39,5 | 3        |
| Рон Десантис (снялся)    | 2953    | 0,4  | 0        |
| Вивек Рамасвами (снялся) | 726     | 0,1  | 0        |
| Крис Кристи (снялся)     | 658     | 0,1  | 0        |
| Райан Бинкли (снялся)    | 528     | 0,1  | 0        |
| Дэвид Стакенберг         | 361     | <0,1 | 0        |
| Всего                    | 756 806 | 100  | 50       |

## Всеобщие выборы

### Предвыборная статистика
Обозначения:
- Р — равенство
- НП — небольшое преимущество
- ДП — достаточное преимущество
- СП — существенное, но преодолимое преимущество
- ОП — огромное преимущество

| Источник              | Рейтинг | По состоянию на: |
| --------------------- | ------- | ---------------- |
| Cook Political Report | ОП (Р)  | 19 декабря 2023  |
| Inside Elections      | ОП (Р)  | 26 апреля 2023   |
| Sabato's Crystal Ball | ОП (Р)  | 29 июня 2023     |
| DDHQ/The Hill         | ОП (Р)  | 14 декабря 2023  |
| CNalysis              | ОП (Р)  | 30 декабря 2023  |
| CNN                   | ОП (Р)  | 14 января 2024   |
| The Economist         | ОП (Р)  | 12 июня 2024     |
| 538                   | СП (Р)  | 11 июня 2024     |
| RCP                   | СП (Р)  | 26 июня 2024     |

### Опросы
Дональд Трамп vs. Камала Харрис
| Источник опроса     | Период проведения            | Размер выборки | Уровень погрешности | Дональд Трамп Республиканская | Камала Харрис Демократическая | НИ |
| ------------------- | ---------------------------- | -------------- | ------------------- | ----------------------------- | ----------------------------- | -- |
| ActiVote            | 9 сентября — 17 октября 2024 | 400 (ПИ)       | ±4,9%               | 58%                           | 42%                           | —  |
| Winthrop University | 21–29 сентября 2024          | 1068 (ПИ)      | ±3,0%               | 52%                           | 42%                           | 6% |